# Corporate Cultural Responsibility
Corporate Cultural Responsibility bezeichnet – als eine ergänzende Form der Kulturförderung im Rahmen von CSR – das werte- und normengeleitete Management wirtschaftlicher Vorgänge des freiwilligen kulturellen Engagements eines Unternehmens/Corporate Citizens. Durch Corporate Cultural Responsibility als Teil von CSR werden strategisch Konzepte und Maßnahmen umgesetzt, die eine über das Kerngeschäft hinausgehende Verantwortung für Kunst und Kultur offenlegen.
Dabei sind durch die partnerschaftlich ausgelegte Investition in Künstler, Wissenschaftler, kulturelle Gruppen, Kulturinstitutionen, Kulturprojekte, Kulturunternehmen oder solche der Creative Industries (kurz: Kulturträger) mittels Bereitstellung von Geld- oder Sachmitteln, Dienstleistungs-, Netzwerk- oder Know-how-Kapazitäten im Hinblick sowohl auf einen eigennützigen Financial Return on Invest (FROI), einen eigennützigen (internen oder externen) Communicative Return on Invest (CROI) aus einer möglichst breiten Öffentlichkeit, einen eigennützigen Business Return on Invest (BROI) oder Social Return on Invest (SROI) auf Basis von vertraglichen Fixierungen kommunikationsstrategisch nachhaltige Ziele zum Gemeinwohl aller Anspruchsgruppen und der Gesellschaft verbunden.
Dabei erfüllt Corporate Cultural Responsibility folgende Funktionen:
- Als soziale Handlung ist CCR in der öffentlichen Kommunikation eine Botschaft, ein Kommunikat eines Corporate Citizens.
- Als Teil eines Reputationsmanagements ist CCR in ihrer operationalisierten Form ein Angebot von Kommunikationskanälen und Kommunikationsmaßnahmen.
- Eigenverantwortlich angewandt ermöglicht CCR einem CC in der symmetrischen Kommunikation das öffentliche Agieren als eigenständige Medienorganisation (Media Citizen).[2]

## Begriffsabgrenzung
Die Begriffe Corporate Cultural Responsibility und Kultursponsoring werden häufig synonym verwendet. Der junge Begriff der „Corporate Cultural Responsibility“, im Jahr 2002 aus einem gemeinsamen Workshop des SIEMENS-Arts-Programms und der wirtschaftlichen Fakultät der Universität Witten/Herdecke heraus entstanden, ist noch nicht in den Kommunikationsabteilungen der Unternehmen selbst angekommen. Meist ist hier von Kunst- bzw. Kultursponsoring die Rede.
Wolfgang Lamprecht definiert Kultursponsoring nur als eine Kommunikationsmaßnahme im Rahmen von Corporate Cultural Responsibility. Diese ist wiederum Teil der sozialen Verantwortung eines Unternehmens im Zuge von Corporate Social Responsibility Programmen. Weitere Kommunikationsmaßnahmen sind z. B. Cultural Investment, Corporate Giving oder Corporate Volunteering. Corporate Cultural Responsibility fragt dabei nach Hintergründen, Sinn und Nutzen einer Pflege der kulturellen Umwelt durch Unternehmen, somit nach der Verantwortung der Unternehmen für eine lebendige und leistungsfähige kulturelle Umwelt.
CCR ist damit die Fokussierung eines „Good Citizen“ (in bestimmender Ableitung der Corporate Citizenship) von CSR auf das kulturelle Engagement eines Unternehmens. CCR umfasst über reine Kommunikation hinaus das interne und externe kulturelle Engagement eines Unternehmens. Förderung und Qualifizierung von Mitarbeitern, Angebot von kulturellen Veranstaltungen oder auch Sponsoring und Mäzenatentum zählen hierzu. Vor dem Hintergrund und der Allgegenwart der Begriffe Verantwortung und Nachhaltigkeit im Zusammenhang mit dem CSR-Diskurs empfiehlt Lamprecht, den Begriff des Kultursponsorings künftig durch das Verständnis von CCR ersetzt werden.

## Corporate Cultural Responsibility und Corporate Citizenship
An der Schnittstelle zwischen Kultur und Wirtschaft bzw. Öffentlichkeit scheinen vor dem Hintergrund der Tendenz, Unternehmen als Corporate Citizens mit gesellschaftlicher Verantwortung zu begreifen, in Hinblick auf Corporate Cultural Responsibility drei Themen ins Blickfeld zu rücken:
1. Governance, d. h. die Frage, wo in einem Unternehmen die Zuständigkeit für Verantwortung für Kultur angesiedelt sein soll und wie damit umgegangen wird.
2. Profilierung, d. h. der Beliebigkeit bei Förderentscheidungen zu entkommen, und anhand von Kriterien zu einer Strategie zu gelangen.
3. Performance-Measurement, d. h. das Bemühen sowohl der Förderer als auch der Fördernehmer ihr Leistungsspektrum so zu differenzieren, dass anhand von definierten Parametern eine Win-Win-Beziehung für die Partner kontrollier- und vergleichbar wird.[4]

## Vom Sponsoring hin zu Corporate Cultural Responsibility
Die Förderung von Kunst und Kultur durch Unternehmen hat eine bis in die Antike verfolgbare Tradition. Auf Initiative der Werbewirtschaft drängten in den 1960er Jahren Unternehmen zunehmend in Lebensbereiche der Konsumenten, die noch von klassischer Werbung und Öffentlichkeitsarbeit frei waren: Freizeit, Sport und Kultur.
Die Anfänge des klassischen Sponsoring sind auf den Sport zurückzuführen. Der Sport wurde zu einem relevanten Betätigungs- und Erlebnisfeld, in welchem Unternehmen neue Möglichkeiten der Vermittlung ihrer Werbebotschaften fanden (Stichwort Schleichwerbung, Bandenwerbung, Trikotwerbung, Testimonials prominenter Sportler etc.) Die Ausweitung der unternehmerischen Sponsoringaktivitäten auf die Bereiche Kultur, Soziales und Umwelt erfolgte in einer zweiten Phase schließlich ab Mitte der 1980er Jahre, als Sportsponsoring bereits einen festen Platz in den Kommunikationsstrategien der Unternehmen eingenommen hatte.
Mittels Sportmarketing- und Sportsponsoringagenturen, die das Management von Gestaltung, Durchführung und Rechteverwertung von Sponsorships übernommen haben, hatte sich Sportsponsoring zu diesem Zeitpunkt bereits auf hohem Level professionalisiert. Unternehmen konnten also mittels Sportsponsoring nicht nur kommunikative, sondern auch ökonomische Erfolge ausmachen. Das Engagement in Kunst und Kultur gilt zwar als imagefördernd und damit als eine „nette“, aber im Notfall verzichtbare Nebensache.
Ab Mitte der 1990er Jahre nahm das Kultursponsoring dennoch einen rasanten Aufschwung. Gründe waren die Zunahme der Medien, insbesondere durch private Hörfunk- und Fernsehsender, die starke Zunahme der beworbenen Produkte bzw. Marken und eine daraus resultierende Informationsflut mit sensibler werdenden Selektionsmechanismen der Zielgruppen, was wiederum zu Zapping und auch zu Reaktanzen führte, sowie der Megatrend der Individualisierung.
In dieser dritten Phase der Sponsoringentwicklung begann sich Kultur-, aber auch Sozio- und Umweltsponsoring neben Sportsponsoring als fester Bestandteil im Kommunikationsmix der Unternehmen zu etablieren. Grundlagen, warum Kultursponsoring im Besonderen gegenüber den klassischen Kommunikationsmaßnahmen kontinuierlich an Bedeutung gewann, waren das steigende Einkommen, der zunehmende Bildungsgrad und die wachsende Mobilität der westlichen Gesellschaft, in der Freizeit immer wichtiger wurde. Dieser Wandel zur Freizeit charakterisiert sich durch eine aktivere Nutzung der sportlichen und vor allem auch kulturellen Angebote. Die durch Sponsoring emotional aufgeladene Partizipation an diesen Angeboten kann das Image positiv beeinflussen und daher auch Wettbewerbsvorteile generieren.
Die Krise 2008 ließ klassische Sponsoring-Volumina im Vergleich zu anderen betrieblichen Kommunikationsmaßnahmen zunächst nicht wirklich rückläufig entwickeln. Verschiebungen weg von Kultur- und Sport-Sponsoring hin zu Public-Sponsoring (Umwelt, Bildung, Soziales), insbesondere aber zu Mediensponsoring (Contentpatenschaften bei Fernsehen, Radio, TV, Kino, Internet) lassen sich analog zur Bedeutung von CSR seit 2011 dennoch beobachten. Im Mittelpunkt steht das Verständnis von sozialem Engagement in verschiedenen Ausprägungen auf Basis des betriebswirtschaftlichen Rationalprinzips hinsichtlich Effizienz und Nutzen.
Es zeichnet sich nun also eine vierte Phase in der Entwicklung des Sponsorings ab: die Implementierung in das Konzept von Corporate Cultural Responsibility als Kommunikationsprinzip. Es ist daher der Wandel vom anonymen, mäzenatisch orientierten Sponsor hin zum marketingorientierten Strategen und auf Öffentlichkeitswirksamkeit bedachten und um gesellschaftliches Vertrauen ringenden Kulturförderer mit betriebswirtschaftlichem Eigeninteresse zu beobachten.
Wurde Sponsoring als Sammelbegriff für unternehmerische Kulturförderung bisher als Kommunikationsinstrument begriffen, sieht CCR Sponsoring als eine Kommunikationsmaßnahme von mehreren. Ziel ist die Operationalisierung von CCR-Controlling über Planung, Management, Evaluation und Erfolgskontrolle anhand von Kennzahlen. Damit soll zu klassischen Kontrollinstrumenten aus der praktischen Wirkungsforschung vor dem Hintergrund der Theorie ein Set an neuen Communication-Control-Instrumenten geschaffen werden, das den Regeln und Mustern praktischen Informationsbedürfnisses des Unternehmensmanagements hinsichtlich Nutzenerfassung entspricht.
Das CCR-Konzept versteht sich als Wertemanagement daher als notwendiger Paradigmenwechsel. Es bewirkt sowohl eine Neudefinition von Sponsoring als auch eine kommunikationswissenschaftliche Betrachtung von CCR als Management des Prozesses erfolgsorientierter strategischer Vertrauens- und Verantwortungskommunikation. Diese findet im Interesse aller Stakeholder und der ökonomischen Eigenverantwortung eines Unternehmens statt.

## CCR-Klassifikation
Unabhängig von konkreten Ausprägungen haben Unternehmen in ihren jeweiligen CCR-Maßnahmenkatalogen alle Möglichkeiten, die klassischen Kultursponsoringformen in ein CCR-Konzept zu übernehmen:
- Neben der Aufbringung von Finanzmitteln können auch Sachmittel, Dienstleistungen oder ideelle Unterstützung Inhalt von CCR-Maßnahmen sein.
- Die Geförderten können selbst aktiv Gegenleistungen erbringen oder dem Unternehmen die aktive kommunikative Nutzung und/oder die Nutzung von aktivierbaren Beteiligungen am CCR-Projekt überlassen.
- Geförderte können u. a. Künstler, Kultureinrichtungen, Kulturprojekte oder Betriebe der Kulturwirtschaft sein.
- Die Förderung kann im Rahmen von sogenannten Brand-Partnerschaften, also dem gegenseitigen Partizipieren an bereits eingeführten Marken (zumeist des Hochkulturbetriebes oder von etablierten Unternehmen der Kulturwirtschaft), geleistet werden. Ebenso können aber auch Populär- und Massenkultur, Gebrauchskultur, Creative Industries oder – im Hinblick auf Forschung und Entwicklung – Avantgardeprojekte Gegenstand von CCR-Maßnahmen sein.
- Ein Unternehmen kann selbst Ideen entwickeln und durchführen (eigen-initiierte CCR) oder sich an externen Angeboten beteiligen (fremdinitiierte CCR).
- CCR basiert über einen definierten Zeitraum auf dem Prinzip von darstellbarer Leistung und Gegenleistung in einem partnerschaftlichen Gefüge.[7]

Dabei beinhaltet CCR den Wunsch, sich von der Konkurrenz abzuheben und sich besonders über den Bereich der Unternehmenskommunikation Wettbewerbsvorteile zu sichern. Cultural Responsibility schließt die bisher diversifizierten Sponsoringformen nicht aus, sondern als übergeordneter Begriff ein. In allen Fällen hat als entscheidende Gemeinsamkeit das Motiv von Unternehmen im Vordergrund zu stehen, ein kommunikatives Defizit zu beseitigen und ein positives und Wachstum förderndes Umfeld für Unternehmen zu ermöglichen. Daraus sollen ökonomische Vorteile generiert werden, zu denen ein Unternehmen faktisch verpflichtet ist.
Wie dieser Verpflichtung in der Praxis durch einen monetär bewertbaren Return on Invest nachgekommen werden kann, hat Lamprecht aufgezeigt, indem er die tradierte Kultursponsoringklassifikation nach Bruhn um den ökonomischen Aspekt erweitert. Dadurch wird aus der klassischen Kultursponsoringklassifikation somit eine CCR-Klassifikation.
| Kulturbereich              | Ausprägungen | Mögliche Darstellungsformen | Möglicher ROI |
| -------------------------- | --- | --- | --- |
| Bildende Kunst             | Malerei, Bildhauerei, Plastik, Concept Art, Fotografie, Architektur, Grafik/Design/Mode etc.                        | Förderung von Künstlern, Künstlergruppen, Ausstellungen, Katalogen, Werbemitteln, Restaurierungen, Leihgaben, Vermittlung, Messen, Stipendien, Wettbewerben …                   | Werbeäquivalenzwerte aus (Medien)Nennungen, Logo-/Product-Placements, Kontaktzahlen, Mitarbeiter- und Kunden-Incentives, Kunstwerken, Erträge aus Lizenzen, Rechten, Beteiligungen … |
| Darstellende Kunst         | Oper, Operette, Musical, Kabarett, Ballett, Varieté, Schauspiel etc.                                                | Förderung von Aufführungen, Tourneen, Darstellern, Gruppen, Audio- und Videoträgern, Werbemitteln, Stipendien, Wettbewerben …                                                   | Werbeäquivalenzwerte aus (Medien)Nennungen, Logo-/Product-Placements, Kontaktzahlen, Mitarbeiter- und Kunden-Incentives, Kunstwerke, Erträge aus Lizenzen, Rechten, Beteiligungen …  |
| Musik                      | Klassische Musik, Pop/Rock/Alternative, House/Techno, Jazz/Blues, Hip-Hop/R&B, Volksmusik, Worldmusic, Country etc. | Förderung von Konzerten und Tourneen (Orchester, Solisten, Bands, Chöre), Einzelengagements, Stipendien, Preisen, Audio- und Videoträgern, Werbemitteln, Messen, Wettbewerben … | Werbeäquivalenzwerte aus (Medien)Nennungen, Logo-/Product-Placements, Kontaktzahlen, Mitarbeiter- und Kunden-Incentives, Kunstwerke, Erträge aus Lizenzen, Rechten, Beteiligungen …  |
| Literatur und Verlagswesen | Bücher, Printmedien, Onlinemedien etc.                                                                              | Förderung von Autoren, Stipendien, Preisen, Patenschaften, Lesungen, Messen, Werbemitteln …                                                                                     | Werbeäquivalenzwerte aus (Medien)Nennungen, Logo-/Product-Placements, Kontaktzahlen, Mitarbeiter- und Kunden-Incentives, Erträge aus Lizenzen, Rechten, Beteiligungen …              |
| Audiovisueller Bereich     | Kinofilme, Fernsehproduktionen, Videoproduktionen, Drehbücher, Hörspiele, Radiosendungen etc.                       | Finanzierung von Produktionen, Dreh-büchern, Wettbewerben, Werbemitteln … | Werbeäquivalenzwerte aus (Medien)Nennungen, Logo-/Product-Placements, Kontaktzahlen, Mitarbeiter- und Kunden-Incentives, Kunstwerke, Erträge aus Lizenzen, Rechten, Beteiligungen …  |
| Kulturpflege               | Denkmalpflege, Heimatpflege, Brauchtumspflege, Volksfeste, Erlebnisparks etc.                                       | Förderung von Restaurierungen, Wettbewerben, Innovationen, Patenschaften, Vermittlung …                                                                                         | Werbeäquivalenzwerte aus (Medien)Nennungen, Logo-/Product-Place-ments, Kontaktzahlen, Mitarbeiter- und Kunden-Incentives, Kunstwerke, Erträge aus Lizenzen, Rechten, Beteiligungen … |
| Creative Industries        | Verlage, Museen/Galerien, Konzerthäuser, Bühnen, Festivals, Bibliotheken, Musikwirtschaft, Literaturhäuser etc.     | Förderung von Veranstaltern, Infrastruktur, Betrieb, Vertrieb, Marketingmaß-nahmen, Innovationen …                                                                              | Werbeäquivalenzwerte aus (Medien)Nennungen, Logo-/Product-Placements, Kontaktzahlen, Mitarbeiter- und Kunden-Incentives, Kunstwerke, Erträge aus Lizenzen, Rechten, Beteiligungen …  |

## CCR-Tools
Im Rahmen eines CCR Programms stehen folgende Maßnahmen, welche kombiniert oder einzelnen umgesetzt werden können, zur Zielerreichung zur Verfügung. Angestrebt werden mit diesen Maßnahmen ein (interner oder externer) Communicative Return on Invest (CROI), ein Business Return on Invest (BROI), ein Financial Return on Invest (FROI) oder ein Social Return on Invest (SROI).
- Kultur- und Kunstsponsoring (CROI, BROI, SROI): freiwillige Investition in Kulturträger mittels Bereitstellung von Geld- oder Sachmitteln, Dienstleistungs-, Netzwerk- oder Know-how[11]
- Corporate Giving (Spenden, Mäzenatentum) (CROI, BROI, SROI): ergänzende CCR-Maßnahme durch die freiwillige Förderung von Kulturträgern mittels Bereitstellung hauptsächlich von Geld- oder Sachmitteln[12]
- Corporate Secondments/Corporate Volunteering (CROI, BROI, SROI): ergänzende CCR-Maßnahme mittels Bereitstellung hauptsächlich von Manpower[13]
- Events (CROI, BROI, SROI, FROI): ergänzende CCR-Maßnahmen im Rahmen der Unternehmenskommunikation[14]
- Cultural Commissioning (CROI, BROI, SROI, FROI): ergänzende CCR-Maßnahmen im Rahmen der Unternehmenskommunikation[15]
- Product-/Image-Placements (CROI, BROI, SROI, FROI): ergänzende CCR-Maßnahmen mittels Bereitstellung von Geld- oder Sachmitteln, Dienst-leistungs-, Netzwerk- oder Know-how-Kapazitäten[16]
- Cause Related Marketing (CROI, BROI, SROI): ergänzende CCR-Maßnahme mittels Bereitstellung hauptsächlich von Geld- oder Sachmitteln[17]
- Public Private Partnership (CROI, BROI, SROI, FROI): CCR-Maßnahme in Kooperation mit der öffentlichen Hand, bei der durch die Bereitstellung von Geld- oder Sachmitteln, Dienstleistungs-, Netzwerk- oder Know-how-Kapazitäten ein wesentlicher Prozentsatz der gesamten Projektkosten von Seiten des Unternehmens abgedeckt wird[18]
- Cultural Investment/Venture Philanthropy (CROI, BROI, SROI, FROI): ergänzende Form der Kulturförderung im Rahmen von CSR in Form von materieller oder immaterieller Investition in Kulturträger[19]

## CCR – Evaluation
CCR-Evaluation ist die mit Hilfe wissenschaftlicher Techniken und Forschungsmethoden zweck- und zielorientierte, systematische Analyse, Kontrolle und Bewertung der Planung, Durchführung und Auswertung von CCR-Maßnahmen zu deren Optimierung und aus der Sicht des CCR-Investors und seiner Unternehmensziele. (vgl. S. 328) Denn wenn Unternehmen CCR-Maßnahmen einsetzen, dann wollen sie in der Regel mehrere Ziele erreichen. Die Idee dazu, der Weg dorthin und das Ergebnis wollen letztlich kontrolliert sein. Nicht bloß, weil einem solchen Prozess menschliches Handeln zugrunde liegt. Sondern vielmehr, weil es bei CCR auch um ein wirtschaftliches Handeln geht, das in der Betriebswirtschaftslehre nach ökonomischen Prinzipien zu erfolgen hat.
CCR verlangt in der Performanne-Messung nach einer integrierten Anwendung der Kontrollmethoden: eine flexibel einsetzbare Erfolgskontrolle, eine flankierende Prozesskontrolle und eine periodisch perpetuierte Ergebniskontrolle.
Der Einsatz von Kennzahlen, also die Entscheidung, was ein CCR-Investor zu welchem Zweck wissen will, leitet sich schließlich von der strategischen Planung des CCR-Managements und seiner Ziele ab, die somit Voraussetzung für den sinnvollen Einsatz von Kennzahlen sind. Es ist und bleibt die Herausforderung des Unternehmensmanagements, initiativ zu werden und jeweils Kennzahlen zu definieren. Die Literatur empfiehlt dafür den Einsatz von entsprechenden Balanced Scorecards, anhand derer sich Kennzahlen letztlich identifizieren lassen, die aber auch weiche Faktoren berücksichtigen, und daher zu einem Führungsinstrument und weniger zu einem Kontrollinstrument werden. Immerhin liegt ein wesentlicher Aspekt der Anwendung von Kennzahlen darin, dass die Ergebnisse offengelegt werden und somit Bestandteil einer auf konkrete Entscheidungen bezogenen Diskussion, an der Management und Stakeholder teil haben, sind.
Die Bedeutung ergibt sich über die Anwendung in der öffentlichen Kommunikation. Denn die CCR-Kennzahlen legen nicht nur die Aktivitäten des Unternehmens für Stakeholder oder Impact-Investoren offen. Sie können sowohl intern genutzt werden als auch als Ausgangsmaterial für CSR-Berichte, länderübergreifende Leitlinien und Initiativen genutzt werden. Den zunehmend an Bedeutung gewinnenden Wissensbilanzen, Corporate Trust-, Creative- und Glücks-Indizes, eigenen CCR-Berichten und damit CCR-Kommunikation können sie ebenfalls dienen.
Die im Folgenden zusammengefassten CCR-Berichtskennzahlen spiegeln mögliche einfache Anwendungen wider. Nicht alle werden für jede CCR-Strategie, CCR-Planung oder jedes CCR-Controlling notwendig, nicht jede generell für einen CCR-Investor nutzbar sein.